# Демет Акбаг
Демет Акбаг (тур. Demet Akbağ, нар. 23 грудня 1960, Денізлі) — турецька актриса театру і кіно.

## Біографія
Демет Акбаг народилася у Денізлі (Туреччина) у 1959 році. Професійну кар'єру почала спочатку в театрі на початку 1980-х, з 1987 року — на телебаченні. Того ж року стала Зіркою року на телебаченні за версією Асоціації журнальних репортерів Туреччини.
Демет отримала численні нагороди, у тому числі Golden and Sadri Alisik Best Character Actor за роль у «Vizontele», Afife Jale Best Female Actor за «Sen Hic Atesbocegi Gordun Mu?», Altin Portakal за «Tersine Dunya» у 1993, Ismail Dumbullu (перша актриса, що отримала нагороду після Suna Pekuysal) у 1995, Altin Kelebek — Best Comedy Star Of The Year у 1996, 1997 та 1998 і MGD-Comedy Artist Award у 1996 та 1997 роках. Від початку їх кар'єри вона також працювала з Акторами BKM і грала перші ролі на телебаченні у «Bir Demet Tiyatro» та «Olumsuz Ask», у театральних постановках «Otogargara», «Sen Hic Atesbocegi Gordun Mu?» та «Bana Bir Seyhler Oluyor», у фільмах «Vizontele», «Neredesin Firuze», «Eyyvah Eyvah», «Eyyvah Eyvah 2» та «Eyyvah Eyvah 3».

## Фільмографія
| - 1986 — Davacı - 1987 — Homoti - 1993 — Tersine Dünya - 2000 — Vizontele - 2003 — Neredesin Firuze - 2003 — Vizontele Tuuba - 2005 — Organize İşler - 2005 — The Net 2.0 - 2008 — O… Çocukları - 2010 — Eyvah Eyvah - 2011 — Eyvah Eyvah 2 - 2011 — Kurtuluş Son Durak - 2012 — Hükümet Kadın - 2013 — Hükümet Kadın 2 - 2014 — Eyyvah Eyvah 3 - 2014 — «Зимова сплячка» / Kış Uykusu (Неджла) - 2015 — Niyazi Gül Dörtnala | - 1986 — Perihan Abla - 1991 — Varsayalım İsmail - 1995 — Bir Demet Tiyatro - 2000 — Bir Demet Kahkaha - 2000 — Beni Demet Yerli Film - 2001 — Şen Kahkahalar - 2003 — Ölümsüz Aşk - 2004 — Sevinçli Haller - 2006 — Bir Demet Tiyatro - 2007–2008 — Elveda Rumeli - 2008–2011 — Sen Harikasın - 2011 — İstanbul'un Altınları - 2013 — Fırıldak Ailesi - 2013 — Sevdaluk - 2016-2018 — Demet Akbağ ile Çok Aramızda - 2019 — Çok Güzel Hareketler 2 - 2020 — Menajerimi Ara - 2020-2021 — Akrep - 2022 — Demet Akbağ ile Güldürme Beni - 2023 — Запах скрині / Sandık Kokusu |